# Juan Martínez Silíceo
Juan Martínez Silíceo o Guijarro (Villagarcía de la Torre, 1477 - Toledo, 31 de maig de 1557), cardenal, matemàtic i lògic, arquebisbe de Toledo.

## Biografia
De família humil, s'ignora on va transcórrer la seva infància i joventut, encara que es creu que va estudiar a Llerena; als setze anys va marxar a València i després, quan tenia vint-i-un anys, a París, on va residir alguns anys com alumne de llatí amb Luis Romano, de dialèctica amb Robert Caubraith i de lògica amb Juan Dullart, no podent-se precisar si va estudiar matemàtica i amb qui ho va fer, o bé si va ser autodidacte. Va arribar a ésser professor de la seva universitat i va tornar a Espanya quan la Universitat de Salamanca li va validar el seu títol de batxiller en Arts i li va oferir la Càtedra de Lògica nominalista; allà es va ordenar sacerdot. Posteriorment va exercir la càtedra de Filosofia Natural el 1522, que no va abandonar malgrat haver estat anomenat el 1529 Canonge Magistral a Coria. El 1534 Carles V el va anomenar preceptor del príncep Felip, que aleshores comptava sis anys. Va ser transigent amb la disciplina en els estudis, però molt estricte en matèria religiosa. Més tard va ser designat bisbe de Cartagena (1541) i promogut a l'arxidiòcesi de Toledo (1545), a on va morir com a cardenal el 31 de maig de 1557. Està enterrat al seu Col·legi de Donzelles Nobles que havia fundat allà, sota l'advocació de Nostra Senyora dels Remeis.

## Estatut de puresa de sang
Declarat antisemita, en un conflicte entre cristians de natura i conversos, Silíceo, arquebisbe de Toledo, va acusar falsament els conversos d'estar confabulant amb els jueus de Constantinoble, i va mostrar la seva preferència per admetre a la catedral a cristians de natura en lloc de descendents de conversos per evitar que la Inquisició actués contra la Catedral de Toledo. Després d'obtenir el suport de Pau III, Pau IV, els ministres Perrenot de Granvela i  Felip II va aconseguir que el seu criteri prevalgués, pel que es necessitava fer un complet estudi genealògic per a qualsevol que anés a accedir a un alt càrrec que demostrés que no descendia de jueus, gitanos o musulmans; aquests estudis van ser anomenats Estatut de puresa de sang, i es van estendre per tot Espanya, estant necessaris no solament per assolir càrrecs a l'Església, sinó també a l'àmbit militar i a l'administració, amb l'excepció de la Universitat de Salamanca.

## Obres
- Ars Arithmética. Edició de J. M. Cobos y E. Sánchez, Madrid, Editora Regional de Extremadura y Servicio de Publicaciones de la Universidad de Extremadura, 1996.
- Calculatoris Suiset Anglici sublime et prope divinum opus in lucem recenter emissum, a multis quibus antes hac conspesum fuerat medii expitum et novis compendiosisque titulis illustratum novo tandem ordine quo lucidius foret digestum atque distinctum, cura atque diligentia philosophi Silicei. Salamanticae, Porras, 1520. Traducció, i correcció de l'obra de Swineshead (o Suisset).
- In Aristotelis Perihermeneias, Piores, Topica et Elenchos, publicados en París, s. a.. Són comentaris als llibres d'Aristòtil mencionats al títol;
- Siliceus in eius primem Alfonseam sectionem in qua primaria dyalectrices elementa comperiuntur argutissime disputata, (Salamanca, por Laurentius de Hondedeis, 1517). Enciclopèdia de lògica que està dividida a quatre seccions.
- Lógica breuis J. M. Silicei in artibus et sacra theologia M. Nunc demum ab eodem mundior et in multis locupletata prodiit (Salamanca, 1518). Conté les lliçons explicades en la seva Càtedra de la Universitat de Salamanca. Altra edició nunc vero ab eodem recognita et multis in locis auctam prodiit [Index sectionum: De terminis; De praedicabilibus; De praedicamentis; De suppositionibus; De cathegoricis; De hypotheticis; De consequentiis; De exponibilibus; De syllogismis; De divisionibus; De diffinitionibus; De demonstrationibus; De topicis; De fallaciis; De insolubilibus; De obligationibus] (Salmanticae, 1520)
- Ars Arithmetica... in theoricen et praxim scissa, omni hominum conditionis perque utilis et necessaria (Parisiis, 1513); (Parisiis, 1514); (Parisiis, 1519); (Parisiis, s.a. 1526); (Valentiae, 1544). Traducció moderna Ars arithmetica, dividida en teórica y práctica, utilísima y necesaria para hombres de toda condición, introd., traducción y notas de J. Cobos / E. Sánchez Salor (Badajoz/Cáceres, Universidad de Extremadura / Editorial Regional de Extremadura, 1996)
- Arte calculatorio (Salmanticae, 1520).
- Declaracion del Pater noster, y Aue María (Toledo, 1551).
- Defensorium Statuti Toletani (Toledo, s.a.).
- De divino nomine Iesu per nomen Tetragrammaton significato, In Canticum Magnificat, In Orationem Dominicam et Salutationem Angelicam (Toleti, 1550).
- Opúsculos Marianos del Cardenal Siliceo, Arzobispo de Toledo; traducidos por D. Ramón Riu y Cabañas; y publicados por l'Acadèmia Bibliogràfica Mariana (Lleida, 1891).